# 귀를 기울이면 (라디오 프로그램)
귀를 기울이면은 2012년 10월 27일부터 2019년 7월 21일까지 7년간 대구MBC 표준FM(대구, 경북권 FM 96.5㎒, 김천 FM 98.7㎒, AM 810㎑)에서 주말 저녁 6시 5분부터 밤 8시까지 방송됐던 라디오 프로그램이다.

## 코너소개

### [토/일] 1,2부 (오후 6시 5분 ~ 7시)
- <오늘을 여는 시>
  - 귀와 마음을 열어주는 時 한수
- <소설 같은 오늘>
  - 책 한 권 나긋이.. 같이 읽으실래요?

### [토요일] 3,4부(오후 7시 10분 ~ 8시)
- <영화 읽어주는 작가>
  - 이진이 작가와 영화데이트

### [일요일] 3,4부(오후 7시 10분 ~ 8시)
- <별있수다>
  - (3부)별일있수다- 별의별 세상이야기
  - (4부)별노래있수다- 반짝 등장한 샛별같은 신곡소개

## 같이 보기
- 대구문화방송
- MBC 표준FM